# Басаличівська дубина
Басаличівська дуби́на — ботанічна пам'ятка природи місцевого значення. Розташована на території Жерденівської сільської ради Гайсинського району Вінницької області (Басаличівське лісництво, кв. 87 діл. 6). Оголошена відповідно до Рішення Вінницького облвиконкому від 29.08.1984 р. № 371 з метою збереження високопродуктивного лісонасадження дуба звичайного віком близько 90 років.